# 上岡敏之
上岡 敏之（かみおか としゆき、1960年9月20日 - ）は、日本の指揮者、ピアニスト。東京都出身。

## 経歴
神奈川県立湘南高等学校（同高校の１学年先輩に大野和士がいる）を経て、1979年に東京藝術大学に入学し、マルティン・メルツァー教授の下で指揮、作曲、ピアノ、ヴァイオリンを学ぶ。在学中の1982年に安宅賞を受賞。1984年、ロータリーの奨学生としてハンブルク音楽大学に留学し、指揮をクラウスペーター・ザイベルに師事。1986年にはマセフィールドの奨学金受けさらに研鑽を積んでいる。
1987年、ハンブルク音楽演劇大学で室内楽および伴奏の講師として地位を得るとともに、シュレースヴィヒ＝ホルシュタイン州の州都キールのキール劇場でソロ・レペティートゥアおよび専属指揮者として契約。1992年までこの活動は続けられ、その後拠点をノルトライン＝ヴェストファーレン州のエッセンに移し、エッセンの市立アールト劇場の第一専属指揮者として活躍。その間、エッセンの州立フォルクヴァンク音楽大学の吹奏楽および指揮法の講師も務めている。
1996年から2004年8月まで、ヘッセン州の州都ヴィースバーデンにあるヘッセン州立歌劇場の音楽監督。1997年から2006年まで、ノルトライン＝ヴェストファーレン州ヘルフォルトの北西ドイツ・フィルハーモニー管弦楽団の首席指揮者。
2000年-2001年にはフランクフルト音楽大学で音楽アンサンブルの代理教授も務め、2004年10月以降ザールブリュッケン音楽大学の正教授の任にある。ヴィースバーデンでは、ドイツ音楽協議会とともに2度の重要な指揮者フォーラムを開催し、同協議会の審査員の任にもついている。2004年からノルトライン＝ヴェストファーレン州ヴッパータール市の音楽総監督（2010年まで）、およびヴッパータール交響楽団の首席指揮者に就任。2009/10年シーズンより、ザールラント州立劇場（ザールブリュッケン市）の音楽総監督に就任。
ドイツ国内では、ポストのあるザールラント州立劇場およびヴッパータール交響楽団以外に、20以上のオーケストラで指揮をして成功を収めている。
日本においてもオーケストラへ定期的に客演するとともに、ソロ・ピアニストとしても活動を行っている。
- 2003年　　　ホテルオークラ賞受賞。　読売日本交響楽団およびシュトゥットガルト放送交響楽団を指揮。
- 2006年3月　読売日本交響楽団を指揮。　　12月、NHK交響楽団「第九」演奏会を指揮。
- 2007年　　  第15回渡邊暁雄音楽基金音楽賞受賞
- 2007年10月　手兵ヴッパタール交響楽団を率いて凱旋・日本公演。
- 2008年 6月　新国立劇場で「椿姫」、同年11月には日生劇場で「魔笛」を指揮。
- 2010/2011年　ニュルンベルク・フィルハーモニー、シュトゥットゥガルトフィルハーモニー、東京フィルハーモニー交響楽団を指揮する。　ヴッパタール交響楽団を率いて日本、ミラノ、オランダ公演。
- 2011/2012年　ヴッパータール交響楽団のミラノ公演。　ザールラント州立劇場管弦楽団の100周年記念コンサートを指揮。　読売日本交響楽団を指揮。
- 2012/2013年　新日本フィルハーモニー交響楽団および日本フィルハーモニー交響楽団を指揮。
- 2013/2014年　11月　ヴッパタール交響楽団を率いて日本公演の予定。　読売日本交響楽団を指揮。
- 2015年4月 - 2016年8月　新日本フィルハーモニー交響楽団のアーティスティック・アドヴァイザー、2016年9月 - 2021年8月　同・音楽監督に就任(任期5年満了で退任)。
- 2016/17シーズンよりコペンハーゲン・フィル首席指揮者